# 2008-as közel-keleti ralibajnokság
A 2008-as közel-keleti ralibajnokság január 24-én vette kezdetét és december 6-án végződött. A bajnokságot immár ötödik alkalommal a katari Nászer el-Attija nyerte.

## Versenynaptár
| Dátum          | Verseny                   | Győztes          |
| -------------- | ------------------------- | ---------------- |
| január 24–26.  | Qatar International Rally | Nászer el-Attija |
| május 16–18.   | The Cyprus Rally          | Nicos Thomas     |
| június 5–7.    | Syrian Int. Rally         | Nászer el-Attija |
| június 27–29.  | Rally of Lebanon          | Roger Feghali    |
| október 16–18. | Jordan Rally Middle East  | Nászer el-Attija |
| november 7–9.  | Troodos Rally             | Nászer el-Attija |
| december 4–6.  | Dubai International Rally | Nászer el-Attija |

## Végeredmény
| # | Versenyző           | Rali | Rali | Rali | Rali | Rali | Rali | Rali | Teljes pontszám |
| # | Versenyző           | QAT  | CIP  | SYR  | LIB  | JOR  | TOR  | EAE  | Teljes pontszám |
| - | ------------------- | ---- | ---- | ---- | ---- | ---- | ---- | ---- | --------------- |
| 1 | Nászer el-Attija    | 10   | 8    | 10   | 0    | 10   | 10   | 0    | 58              |
| 2 | Misfer Al Marri     | 8    | 5    | 6    | 0    | 3    | 8    | 0    | 30              |
| 3 | Nizar Al-Shanfari   | 0    | 4    | 5    | 3    | 6    | 5    | 6    | 29              |
|   | Nick Georgiou       | 0    | 6    | 3    | 8    | 8    | 4    | 0    | 29              |
| 5 | Nicos Thomas        | 0    | 10   | 4    | 1    | 0    | 6    | 3    | 24              |
| 6 | Michel Saleh        | 4    | 3    | 0    | 4    | 5    | 3    | 0    | 19              |
| 7 | Abdullah Al Qassimi | 0    | 0    | 8    | 2    | 0    | 0    | 8    | 18              |